# Deux garçons, une fille, trois possibilités
Pour plus de détails, voir Fiche technique et Distribution.
Deux garçons, une fille, trois possibilités (Threesome) est un film réalisé par Andrew Fleming, sorti en 1994.

## Synopsis
Dans le logement étudiant d'un campus universitaire américain, Eddy, un jeune intellectuel calme et posé, doit partager sa chambre avec le bruyant séducteur Stuart. Malgré leurs différences, les deux garçons parviennent à cohabiter sans trop de problèmes. Les choses se compliquent quelque peu quand une jeune fille prénommée Alex est affectée avec eux par erreur à cause de son prénom mixte.
La fille, d'abord plutôt froide avec ses deux colocataires, commence plus tard à les apprécier. Si, d'une part, Alex rejette les grossières avances de Stuart, d'autre part, elle est fascinée par la sensibilité et la personnalité d'Eddy et finit par en tomber amoureuse. Après une bonne soirée passée ensemble, Alex amène Eddy dans sa chambre avec l'intention de le séduire, mais le garçon s'enfuit aussitôt qu'Alex commence à le toucher. Le lendemain, alors qu'Eddy est à la bibliothèque, Alex essaie de le séduire à nouveau en s'allongeant devant lui sur la table où il révise, mais même cette tentative ne donne pas de résultats.
Stuart, qui apprend ces épisodes de la bouche d'Eddy, le pousse évidemment à ne pas avoir peur et à se laisser aller dans les bras d'Alex, mais Eddy ne semble pas intéressé à suivre ses conseils. En fait, Eddy se rend compte que la seule personne qui l’attire vraiment est Stuart, surtout quand il le voit s’exciter et parler de sexe avec une grande passion.
Comme Eddy ne semble pas être attiré par Alex, Stuart décide, une fois n’est pas coutume, d'aller lui-même à la bibliothèque pour tenter de rencontrer Alex et la séduire. Alex comprend immédiatement la manœuvre de Stuart, mais comme elle a un grand désir de faire l'amour, se laisse embrasser par le garçon et semble jouer le jeu. Mais quand Stuart en fait trop en essayant d'imiter le côté intellectuel d'Eddy, Alex perd patience et s'en va brusquement.
Un peu plus tard, Alex rencontre Eddy et le gronde d'avoir parlé de son exubérance à Stuart. Ensuite, la fille demande à savoir pourquoi il a refusé ses avances. Sous pression, Eddy avoue qu'il est "ambivalent sur le plan sexuel". Alex est très attristée par cette nouvelle, mais la découverte, quelques minutes plus tard, qu’Eddy est malgré tout encore vierge, illumine à nouveau l’imagination de la jeune femme, convaincue de pouvoir faire de lui un hétérosexuel.
Entre-temps, Stuart s’est également aperçu des tendances gay de son colocataire. Les trois décident, après quelques autres escarmouches infructueuses[style à revoir], d’être juste amis et de nouer un partenariat imprégné de forte camaraderie, que même deux conquêtes occasionnelles d’Alex et de Stuart ne feront pas trembler. Dans un but de "déverrouiller" Eddy, Alex et Stuart iront jusqu’à organiser pour lui une rencontre romantique avec Richard, un jeune homosexuel employé dans le campus. Mais Eddy s'échappe à nouveau horrifié.
Le trio, pour se détendre un peu après ces expériences frustrantes, décide de partir en voiture loin de la ville. Après avoir pris un bain tous nus dans un étang en pleine nature, les trois jeunes se reposent un instant sur le rivage. De façon spontanée, Alex et les deux garçons commencent alors les préliminaires d'un rapport sexuel à trois, mais ils sont dérangés par le passage occasionnel d'un prêtre avec ses écoliers et doivent s'arrêter.
Quelques jours plus tard, Alex et Eddy ont une violente dispute verbale après l’énième refus d'Eddy d'être simplement caressé par elle. Après qu'Eddy a quitté la pièce, Alex pleure de désespoir, mais cette fois, elle demande à Stuart de la consoler et accepte de faire l'amour avec lui. Les deux décident de ne pas en parler avec Eddy, qui, le lendemain, dans un élan de tendresse, décide de se faire pardonner et fait l’amour lui aussi avec la jeune fille. Alex est comblée de bonheur, et Eddy lui dit avoir adoré cette expérience. Mais en réalité, le garçon n'en est pas vraiment enthousiaste. Eddy se confie alors à Stuart, mais sans lui dire que la fille avec qui il a fait l'amour est Alex.
Après avoir écouté le récit de son ami, Stuart le complimente chaleureusement et l'encourage à continuer sur la voie de l'hétérosexualité, mais Eddy a maintenant décidé de vouloir conquérir Stuart. Selon Eddy, Stuart serait en fait un homosexuel latent. Eddy tente alors de le séduire lors d'une soirée bien arrosée, mais Stuart tient bon[style à revoir] et réagit même en lui révélant avoir fait l'amour avec Alex. Encore une fois, Eddy s'enfuit dégoûté. Craignant que quelque chose de grave ne lui arrive, Stuart et Alex vont à sa recherche dans tout le campus universitaire.
Après la réconciliation, les trois amis ont finalement un rapport sexuel à trois, mais après cette expérience, ni Stuart ni Alex ne semblent en être particulièrement fiers. Leur partenariat n'est plus le même qu'avant. Quelques jours plus tard, le trio est terrifié par une prétendue grossesse d'Alex qui, heureusement, se révélera être une fausse alerte. À cette occasion, Stuart subira une véritable crise mystique et aura le désir de se castrer, mais Alex le convaincra de ne pas le faire.
Peu de temps avant la fin des cours, Alex est finalement transférée dans un logement avec d'autres filles et quitte le trio. L'année suivante, Eddy trouve une chambre individuelle, mais la joie de ses amis lui manque beaucoup. Les trois amis se retrouvent pour la cérémonie des diplômes, mais personne n’a plus envie d’évoquer leur expérience particulière. Eddy est cependant convaincu que tout est bien qui finit bien.
En fait, après la fin de la période universitaire, Stuart perd son côté séducteur invétéré et devient un monogame endurci. Eddy peut enfin vivre librement avec un autre partenaire comme lui. Alex, par contre, reste célibataire pendant plusieurs années, mais chaque fois qu’elle rencontre Eddy, elle fera toujours la plaisanterie de se référer au partenaire d’Eddy en l’appelant «l’autre femme».

## Fiche technique
- Titre : Deux garçons, une fille, trois possibilités
- Titre original : Threesome
- Réalisation : Andrew Fleming
- Scénario : Andrew Fleming
- Production : Brad Krevoy (en) et Steven Stabler
- Société de production : TriStar Pictures
- Distribution : TriStar Pictures
- Musique : Thomas Newman
- Photographie : Alexander Gruszynski (en)
- Montage : William C. Carruth
- Décors : Ivo Cristante
- Costumes : Deborah Everton
- Genre : comédie dramatique et romantique
- Format : couleurs - son Dolby
- Durée : 93 minutes
- Dates de sortie :
  -  États-Unis : 8 avril 1994
  -  France : 10 août 1994
- Interdictions :
  -  États-Unis : Rated R (les mineurs - 17 ans et moins - doivent être accompagnés d'un adulte)[1]
  -  France : interdit aux moins de 16 ans

## Distribution
- Lara Flynn Boyle (VF : Virginie Ogouz) : Alex
- Stephen Baldwin (VF : David Kruger) : Stuart
- Josh Charles (VF : Denis Laustriat) : Eddy
- Alexis Arquette (VF : Olivier Korol) : Richard (Dick en VO)
- Martha Gehman (en) (VF : Patricia Legrand) : Renay
- Mark Arnold (en) : Larry
- Michele Matheson (en) : Kristen
- Joanne Baron (en) (VF : Marie Marczack) : la logeuse du campus
- Jennifer Lawler : la voisine de chambre
- Jack Breschard : le prêtre
- Jillian Johns : une participante à la fête
- Amy Ferioli : une participante à la fête
- Jason Workman : un étudiant en médecine
- Katherine Kousi : une fille au pressing
- Kathleen Beaton : une fille à la réception du campus
- Anne Marie O'Donnell : la femme âgée à la bibliothèque